# 城南静岡高等学校・中学校
城南静岡高等学校・中学校（じょうなんしずおかこうとうがっこう・ちゅうがっこう）は、静岡市駿河区南八幡町に所在する私立高等学校・中学校。

## 沿革
- 1926年 - 静岡女子商業学校として創立。静岡市水落町一丁目の同仁教会付属校舎を仮校舎とする。
- 1929年 - 同市稲川町二丁目（現・駿河区中田一丁目）に校舎が完成し移転
- 1938年 - 校舎全棟完成
- 1940年 - 上記校舎が静岡大火により焼失したため、同市石田に仮校舎を建設し移転
- 1947年 - 併設中学校開校
- 1948年 - 静岡女子商業高等学校に改称、現在地（当時の地番：静岡市八幡303番地）に移転
- 1950年 - 学校法人静岡女子商業学園認可
- 1960年 - 高校ソフトボール部、国体（熊本）で優勝
- 2001年 - 生徒の運営によるオンラインショッピングモール「まなびや」開設
- 2003年 - 「城南静岡高等学校」「城南静岡中学校」にそれぞれ改称。
- 男女共学となり、同時に学校法人名を長嶋学園に改称
- 2006年 - 新校舎完成
- 2007年 - 日本初となる「ICT科」の募集開始
- 2009年 - 中学校、2010年度より生徒募集を停止[1]。
- 2011年 - 中学校、2012年度より生徒募集を再開[2]。

## 日商簿記甲子園
- 日本商工会議所が2024年度から開催する第1回全国高等学校日商簿記選手権大会（日商簿記甲子園）開催（日商簿記検定施行70周年記念事業）の参加校である[3]。

## アクセス
- しずてつジャストライン石田街道線 ｢城南静岡高入口｣停留所から、徒歩6分.アピタまで3分、登呂遺跡まで徒歩20分